# Wola Przedmiejska
Wola Przedmiejska – wieś w Polsce położona w województwie łódzkim, w powiecie poddębickim, w gminie Uniejów.
Wieś duchowna Wola Kościelna, własność seminarium duchownego w Gnieźnie położona była w końcu XVI wieku w powiecie szadkowskim województwa sieradzkiego.
W latach 1975–1998 miejscowość administracyjnie należała do województwa konińskiego.